# Boliden
Boliden is een plaats in de gemeente Skellefteå in het landschap Västerbotten en de provincie Västerbottens län in Zweden. De plaats heeft 1515 inwoners (2005) en een oppervlakte van 196 hectare. De plaats ontstond in 1924, als een mijnbouwplaats, in de plaats werd erts met een hoog gehalte goud gewonnen.

## Verkeer en vervoer
Bij de plaats lopen de Riksväg 95 en Länsväg 370.